# Jinnih Beels
Jinnih Beels (Calcutta, 8 oktober 1976) is een Belgisch politica voor Vooruit en voormalig politiecommissaris van Indiase afkomst. 

## Biografie
Beels werd geboren in Calcutta, India, als dochter van een Belgische vader en een Indiase moeder. Toen ze drie jaar oud was, werd haar moeder vergiftigd. Op haar zesde kwam ze bij haar vader en grootmoeder wonen in Antwerpen. 
Beels volgde middelbaar onderwijs aan het Onze-Lieve-Vrouwinstituut Pulhof in Berchem en studeerde in 2000 af als licentiaat in de criminologische wetenschappen aan de Katholieke Universiteit Leuven. Na haar studies koos ze voor een loopbaan bij de politie en volgde ze een opleiding tot commissaris aan de Nationale School voor Officieren. In 2002 werd ze als commissaris actief bij de federale politie van Brussel, tussen 2003 en 2016 was ze achtereenvolgens tot 2006 politieteammanager in Hoboken en van 2006 tot 2008 perswoordvoerder, van 2008 tot 2015 diensthoofd diversiteit en vanaf 2015 adjunct-regiomanager bij de lokale politie van Antwerpen en van 2016 tot 2017 was ze officier gemeenschapsgerichte politiezorg en diversiteit bij de lokale politie van Mechelen-Willebroek. Tussentijds behaalde ze in 2011 een postgraduaat diversiteitsmanagement aan de KU Leuven en in 2012 een diploma in intercultureel management aan de Lessius Hogeschool. Na haar loopbaan bij de politie was ze als zelfstandige betrokken bij het uitwerken van het opleidingsaanbod van een klein communicatiebureau.
In 2017 werd bekendgemaakt dat Beels voor de gemeenteraadsverkiezingen van 2018 in Antwerpen als onafhankelijke kandidate op de lijst Samen zou staan, een project van de partijen Groen en sp.a. Ze zou de tweede plaats bekleden, na Wouter Van Besien (Groen) en voor Tom Meeuws (sp.a). Toen Tom Meeuws echter in opspraak kwam en de samenwerking tussen groenen en socialisten sneuvelde, besloot Beels om verder te gaan op de sp.a-lijst, nog steeds als onafhankelijke kandidate. In maart 2018 werd ze voorgesteld als lijsttrekker van deze lijst. Enkele maanden later, in juni 2018, ging Beels deeltijds aan de slag als adviseur Veiligheid van de Kamerfractie van sp.a. Op 29 oktober 2018 maakte ze bekend lid te zijn geworden van sp.a en dus niet langer als onafhankelijke te opereren. Na de verkiezingen sloot haar partij een coalitieakkoord met N-VA en Open Vld. Beels werd daarin begin 2019 schepen van jeugd, onderwijs, integratie en inburgering. In september 2019 nam Karim Bachar - die de nog vrije, derde schepenpost voor sp.a ging invullen - Beels' bevoegdheden van integratie en inburgering over. Beels bleef schepen tot in december 2024.
Aanvankelijk was het de bedoeling dat ze bij de gemeenteraadsverkiezingen in oktober 2024 opnieuw kopvrouw zou worden. Haar positie binnen de Antwerpse afdeling was echter wankel geworden na het ontslag van partijgenoot en schepen Tom Meeuws, waarvan onder meer strubbelingen over de politieke lijn van Vooruit in het schepencollege aan de basis lagen. Ook had ze in de pers meermaals naar Meeuws uitgehaald, nadat deze het verwijt kreeg racistische uitspraken te hebben gedaan, hetgeen bij de lokale afdeling niet in goede aarde viel. Ze besloot uiteindelijk niet langer de lokale kopvrouw te willen blijven en ook niet meer op te komen bij de gemeenteraadsverkiezingen. Na haar mandaat besloot ze terug te keren naar het Kempense Westerlo, waar haar man en zoon steeds zijn blijven wonen.
Ze nam ook deel aan de Vlaamse verkiezingen van mei 2019 als lijstduwer, maar raakte niet verkozen. Bij de Kamerverkiezingen van juni 2024 trok ze de Antwerpse lijst van Vooruit en raakte ze verkozen in de Kamer van volksvertegenwoordigers, waar ze lid werd van de commissie Justitie.
Bij de verkiezingen van oktober 2024 voerde Beels bij de provincieraadsverkiezingen in Antwerpen de lijst van Vooruit in de kieskring Turnhout aan. Ze werd met een goede score verkozen tot provincieraadslid en trad begin december 2024 toe tot de deputatie, als gedeputeerde voor Landbouw, Wonen en Personeel. Hierdoor diende ze af te treden als federaal parlementslid en schepen van Antwerpen, waar haar bevoegdheden werden overgenomen door haar partijgenoot Karim Bachar. Ze bleef wel nog gemeenteraadslid tot aan het einde van de legislatuur eind 2024.

## Trivia
In 2024 nam ze deel aan De Expeditie: Groenland op Play4. Ze besloot na 2 afleveringen vervroegd te stoppen en is de enige kandidaat die de eindmeet niet haalde.